# アタック!真理ちゃん
『アタック!真理ちゃん』（アタック!まりちゃん）は、1974年4月4日から同年9月26日までTBS系列局で放送されていたTBS製作のバラエティ番組である。放送時間は毎週木曜 19:00 - 19:30 （日本標準時）。

## 概要
真理ちゃんシリーズの番組第4弾。前番組『ファミリーストーリー とび出せ!真理ちゃん』まではスタジオ収録だったが、本番組は首都圏にある公会堂（第15・16回はさんふらわあでの洋上公演〈詳細後述〉、第19・20回は東京マリンのプール）での公開放送によるバラエティーを行っていた。
また、司会進行（アシスタント）役に桂三枝（後の六代桂文枝）、さらには身長が3.5メートルある「ヌー坊」（ヌーぼう）と身長が1メートルしかないヌー坊の父親「子やじ」（こやじ）の2体のマスコット人形が加わった。
番組前半は天地とゲストたちによるコント、中盤はヌー坊のコーナー、後半は番組前期は「アタックゲーム」と称した、NHK総合テレビジョンで過去に放送された『危険信号』のアレンジ的なゲームコーナー、同後期は関東の少年少女合唱団を交えたジョイントライブという構成になっていた。これに天地とゲストの歌が入っていた。

## 出演者
- 主演：天地真理
- 司会：桂三枝
- 準レギュラー：あのねのね、橋達也、玉川良一、鳥塚しげき、岸部シロー、ザ・パンダ、NAC、スクール・メイツ ほか
- 人形：ヌー坊、小ヤジ

## 主題歌
- あなたとともに（作詞：阿久悠 / 作曲：森田公一 / 歌：天地真理）※EP・LP未収録曲

## スタッフ
- 構成：出倉宏
- 脚本：上西研三郎、たみやじゅん 他
- 音楽：森岡賢一郎、ビドー＆コンソレーション（第4回・第5回除く）、ダニーすがのとアタックス（第4回・第5回）、スクール・メイツ（東京音楽学院）
- 振付：土居甫
- 技術：柳原成
- カメラ：井上剛、古屋正治 ほか
- カラー調整：野村俊行
- 照明：松村宏一
- 音声：長谷川茂
- 美術制作：佐藤隆男
- 美術デザイン：根本真一
- 化粧：ユミ・ビュアクス
- 人形デザイン：石森章太郎
- 人形演出：清水浩二
- 演出補：加藤明彦、長谷川義夫、前田恵三、小沼清成 ほか
- 演出：福田陽一郎、小松原登 ほか
- プロデューサー：境和夫
- プロデューサー補：杉山恵
- 企画：渡辺プロダクション、渡辺企画
- 制作協力：東通、渡辺音楽出版
- 制作：映像企画、TBS

## 放送リスト
| 回 | 放送日        | サブタイトル                   | ゲスト                                       |
| -- | ------------- | ------------------------------ | -------------------------------------------- |
| 1  | 1974年 4月4日 | マンモス人形ヌー坊誕生         | 井上順                                       |
| 2  | 4月11日       | ヌー坊!ドロボーだぞ!!          | アグネス・チャン                             |
| 3  | 4月18日       | チビッコ風船大爆発             | ガロ                                         |
| 4  | 4月25日       | 電話でデート競走!              | 小柳ルミ子                                   |
| 5  | 5月2日        | ヌー坊よ銃をとれ!!             | 岡崎友紀                                     |
| 6  | 5月9日        | ヌー坊マリちゃんを助けろ!      | 沢田研二                                     |
| 7  | 5月16日       | 真理ちゃんのバスガイド!        | 内山田洋とクール・ファイブ                   |
| 8  | 5月23日       | 恋と海のフラダンス             | 西城秀樹、マギー・ミネンコ                   |
| 9  | 5月30日       | ヌー坊学園騒動                 | 西城秀樹                                     |
| 10 | 6月6日        | 発表ヌー坊の歌                 | 布施明                                       |
| 11 | 6月13日       | 日本一の親子だよッ!!           | 浅田美代子                                   |
| 12 | 6月20日       | パンダと結婚!え?               | 欧陽菲菲                                     |
| 13 | 6月27日       | 三枝のダメ親父!                | 沢田研二                                     |
| 14 | 7月4日        | デュエットは仲良し!            | チェリッシュ                                 |
| 15 | 7月11日       | さんふらわあ号船上より中継     | 岸部シロー、あいざき進也、伊藤咲子           |
| 16 | 7月18日       | 恋と海とさんふらわあ           | 岸部シロー、キャンディーズ、三輪車、小林美樹 |
| 17 | 7月25日       | 真理とおさななじみ             | 湯原昌幸、チェリッシュ                       |
| 18 | 8月1日        | 夏休み森の音楽会               | あのねのね                                   |
| 19 | 8月8日        | 日米対抗チビッコ水泳大会       | 山口百恵、アン・ルイス、鶴間エリ             |
| 20 | 8月15日       | チビッコ国際水上競技大会       | 研ナオコ、アン・ルイス、車だん吉             |
| 21 | 8月22日       | すてきな誕生日                 | ガロ、あのねのね                             |
| 22 | 9月5日        | セレナーデの秋が来る           | テレサ・テン、林寛子                         |
| 23 | 9月12日       | ふるさとの思い出               | あのねのね、朝比奈順子、フィンガー5          |
| 24 | 9月19日       | 真理ちゃんの(秘)一週間         | アグネス・チャン                             |
| 25 | 9月25日       | マチャアキとさよならパーティー | 堺正章                                       |

## エピソード
一般公募した観客とともに、当時の豪華客船である「さんふらわあ」で2週分を収録したことがある。しかし、収録当日(1974年7月5日)に台風が来たために海に出られず、停泊中の船の中で収録することになった。

## CS放送
- 2021年の衛星劇場ではシリーズ唯一放送されなかったが、2023年8月よりホームドラマチャンネルで50年振りに放送される。通信衛星（CS）放送では初めて放送された[3]